# Joanna Narkiewicz
Joanna Paulina Narkiewicz (ur. 11 listopada 1975 w Lubartowie) – polska tenisistka stołowa, mistrzyni i reprezentantka Polski.

## Kariera sportowa
Była zawodniczką Lewartu Lubartów, Motoru Lublin, Siarki Tarnobrzeg (1994/1995), AZS WSP Częstochowa (1995-1999), AZS Politechnika Wrocław (1999-2002), ponownie AZS WSP Częstochowa (2002-2005). GLKS Nadarzyn (od 2005), Rafaello Kazimierza Wielka (od 2007), Arbet LUKS Stawiguda (od 2008), austriackim zespole UTTV Volksbank Pinkafeld (od 2009), AZS AJD Częstochowa (2011/2012 jako grający trener).
W 1990 została wicemistrzynią Europy kadetek w grze podwójnej (z Jolantą Langosz). Na mistrzostwach Europy juniorek w 1993 zdobyła dwa brązowe medale - w grze pojedynczej i grze podwójnej (z Jolantą Langosz).
Reprezentowała Polskę na mistrzostwach świata seniorów w 1997, 1999, 2000 i 2001 oraz mistrzostwach Europy seniorów w 2000 i 2005. W 1998 zdobyła brązowy medal akademickich mistrzostw świata w grze podwójnej (z Wiolettą Matus)
W 1991 i 1993 została wicemistrzynią Polski, w 1992 mistrzynią Polski juniorek w singlu, w 1995 młodzieżową mistrzynią Polski w singlu.
Na indywidualnych mistrzostwach Polski seniorek wywalczyła 22 medale:
- gra pojedyncza: złoty (1998, 2004), srebrny (1996, 2005), brązowy (1994, 1997, 1999, 2001, 2003, 2007)
- gra podwójna: złoty (1998 - z Jolantą Pękałą (Langosz)) srebrny (1994, 1996, 1997), brązowy (1995, 1999, 2002, 2003)
- gra mieszana: srebrny (1995, 2000), brązowy (1994, 1996)

W drużynowych mistrzostwach Polski zdobyła 12 medali:
- złoty (1995 z Siarką Tarnobrzeg, 2006 z GLKS Nadarzyn)
- srebrny (1997, 2004, 2005 z AZS WSP Częstochowa, 2001 i 2002 z AZS Politechnika Wrocław)
- brązowy (1991 z Motorem Lublin, 1999 z AZS Politechnika Wrocław, 2003 z AZS WSP Częstochowa, 2008 z Rafaello Kazimierza Wielka, 2012 z AZS AJD Częstochowa)

W 2000 (z AZS Politechnika Wrocław) oraz 2003 i 2004 (z AZS WSP Częstochowa) zdobyła Puchar Polski.
W 2019 została trenerem Bebetto AZS UJD Częstochowa.